# Utopia (Australisch televisieprogramma)
Utopia is een Australische komische televisieserie. De serie volgt een team van de 'Nation Building Authority', een fictieve overheidsinstantie die instaat voor grote infrastructuurprojecten.

## Verhaal
De serie speelt zich af in de kantoren van de fictieve 'Nation Building Authority' (NBA), een recent opgerichte overheidsinstantie verantwoordelijk voor het opstarten en overzien van grote infrastructuurprojecten, en volgt de ambtenaren die de projecten van begin tot einde begeleiden.
Tijdens de opeenvolgende jaargangen lopen de projecten geregeld spaak door publiciteitsstunts, eigenbelang, bureaucratie en het verschuiven van politieke prioriteiten. Een terugkerend thema is de rage, met bijhorende buzzwoorden, die het departement keer op keer treft.

## Productie
De serie werd gemaakt door drie stichtende leden van het productiehuis 'Working Dog Productions': Rob Sitch, Santo Cilauro en Tom Gleisner. De productie is in handen van Michael Hirsh en de regie van Rob Sitch die ook een van de hoofdpersonages speelt.
De eerste jaargang werd uitgebracht in 2014, de tweede in 2015, de derde in 2017, de vierde in 2019 en de vijfde in 2023, door de ABC zender ABC TV. Netflix kocht de eerste twee jaargangen in 2015 en bracht ze uit onder de naam Dreamland. In 2018 begon PBS de eerste jaargang uit te zenden in de Verenigde Staten.

## Rolverdeling
- Tony Woodford (Rob Sitch) is de CEO van de NBA. Hij is voortdurend geïrriteerd door zijn onvermogen om iets anders te doen dan vergaderen en studies en rapporten uitschrijven.
- Jim Gibson (Anthony Lehmann) is de verbindingspersoon met de regering. Hij is steeds dolenthousiast over de nieuwe overheidsprojecten en blind voor de problemen en chaos die hij veroorzaakt.
- Nat Russell (Celia Pacquola) is de COO en Tony's rechterhand. Ze is als enige in het kantoor even competent als Tony, en even gefrustreerd.
- Scott Byrnes (Dave Lawson) is een projectassistent, een enthousiaste man die evenwel weinig bereikt. Af en toe slaagt hij er toch in Tony te helpen.
- Rhonda Stewart (Kitty Flanagan) is de mediaverantwoordelijke. Ze drukt voortdurend haar eigen enge agenda door, meestal gebaseerd op een of andere rage, de belangrijkere prioriteiten negerend.
- Katie Norris (Emma-Louise Wilson) is Tony's persoonlijke assistente. Ze probeert steevast behulpzaam te zijn maar is niet echt competent.
- Hugh (Luke McGregor) is Nat's projectassistent en herinnert haar er voortdurend aan hoe moeilijk alles is. (Jaargangen 1–2)
- Amy (Michelle Lim Davidson) is de receptioniste. Ze is altijd positief en opgewekt maar mist overzicht. (Jaargangen 1–2)
- Karsten Leith (Toby Truslove) is een content creator en Rhondas bondgenoot. Hij is zeer optimistisch en ziet alles groots.
- Ashan De Silva (Dilruk Jayasinha) is een senior project manager. Hij heeft diploma's in boekhouden, bedrijfsadministratie en bouwkunde maar kan de koffiemachine niet bedienen. (Jaargangen 3–5)
- Courtney Kano (Nina Oyama) is Executive Assistant en kantoormanager. Ze volgde een cursus woedebeheersing en noemt zichzelf Chief Happiness Officer. (Jaargangen 3–5)
- Beverley Sadler (Rebecca Massey) is het hoofd van de personeelsadministratie. Haar belangrijkste taak is het voeren van afscheidsgesprekken met werknemers die reeds kort na aanwerving ontslag nemen. (Jaargangen 2–5)
- Brian Collins (Jamie Robertson) is hoofd gebouwen en veiligheid en zorgt ervoor dat iedereen te allen tijde de juiste sleutels en pasje bij zich draagt. (Jaargangen 3–5)

## Erkenning
| Jaar | Prijs           | Categorie                                          | Winnaars en genomineerden              | Resultaat   |
| ---- | --------------- | -------------------------------------------------- | -------------------------------------- | ----------- |
| 2015 | 4e AACTA Awards | Beste sitcom                                       | Utopia                                 | Gewonnen    |
| 2015 | 4e AACTA Awards | Beste prestatie in een sitcom                      | Celia Pacquola voor Utopia             | Genomineerd |
| 2015 | Logie Awards    | Beste sitcom                                       | Utopia                                 | Gewonnen    |
| 2016 | 5e AACTA Awards | Beste sitcom                                       | Utopia                                 | Genomineerd |
| 2016 | 5e AACTA Awards | Beste prestatie in een sitcom                      | Celia Pacquola voor Utopia             | Gewonnen    |
| 2016 | Logie Awards    | Beste sitcom                                       | Utopia                                 | Genomineerd |
| 2017 | 7e AACTA Awards | Beste sitcom                                       | Utopia                                 | Gewonnen    |
| 2017 | 7e AACTA Awards | Beste sitcom prestatie                             | Rob Sitch voor Utopia                  | Genomineerd |
| 2017 | 7e AACTA Awards | Beste scenario voor televisie                      | Utopia                                 | Genomineerd |
| 2017 | 7e AACTA Awards | Beste montage in televisie                         | Phil Simon & Santo Cilauro voor Utopia | Genomineerd |
| 2018 | Logie Awards    | Graham Kennedy Award voor populairste nieuw talent | Dilruk Jayasinha voor Utopia           | Gewonnen    |
| 2018 | Logie Awards    | Populairste actrice                                | Celia Pacquola voor Utopia             | Genomineerd |
| 2019 | 9e AACTA Awards | Beste sitcom                                       | Utopia                                 | Genomineerd |
| 2019 | 9e AACTA Awards | Beste televisiescript                              | Utopia                                 | Genomineerd |